# Leonard Smith
Leonard Smith (Brooklyn, 19 de abril de 1894 — Los Angeles, 20 de outubro de 1947) é um diretor de fotografia estadunidense. Venceu o Oscar de melhor fotografia na edição de 1947 por The Yearling.